# ويلي مارشال
ويلي مارشال هو لاعب هوكي الجليد كندي، ولد في 1 ديسمبر 1931 في كيركلاند ليك في كندا.

## وصلات خارجية
- ويلي مارشال على موقع دوري الهوكي الوطني (الإنجليزية)
- ويلي مارشال على موقع قاعة مشاهير الهوكي (لاعب أن.إتش.أل) (الإنجليزية)
- ويلي مارشال على موقع EliteProspects.com (الإنجليزية)
- ويلي مارشال على موقع HockeyDB.com (الإنجليزية)
- ويلي مارشال على موقع Hockey-Reference.com (الإنجليزية)